# Étoile Angers Basket
L'Étoile Angers Basket è una società cestistica avente sede ad Angers, in Francia. Fondata nel 2017 dalla fusione fra l'Angers Basket Club 49 e l'Étoile d'Or Saint Léonard Angers, gioca nel campionato francese.